# Parc quasi national d'Ibi-Sekigahara-Yōrō
Le parc quasi national d'Ibi-Sekigahara-Yōrō (揖斐関ヶ原養老国定公園, Ibi-Sekigahara-Yōrō Kokutei Kōen) est un parc quasi national situé dans la préfecture de Gifu au Japon. Créé le 28 décembre 1970, il s'étend sur 202,19 km2.